# Lista över mörka nebulosor
Detta är en lista över mörka nebulosor.
| Namn                            | Bild | Stjärnbild   | Övrigt           | Källa |
| ------------------------------- | ---- | ------------ | ---------------- | ----- |
| Kolsäcken                       |      | Södra korset |                  |       |
| Hästhuvudnebulosan (Barnard 33) |      |              |                  |       |
| Barnard 68                      |      |              |                  |       |
| Barnard 86                      |      | Skölden      | Är en Bok-globul |       |
| Barnard 72                      |      |              |                  |       |
| LDN 483                         |      | Ormen        |                  |       |
| LDN 1768                        |      |              |                  |       |
| Lupus 3                         |      | Skorpionen   |                  |       |
| Lupus 4                         |      |              |                  |       |

- E Nebula (Barnard 142 and 143)
- Le Gentil 3
- Sandqvist 111
- Sandqvist 112
- Sandqvist 150
- Sandqvist 155
- Sandqvist 157
- Sandqvist 166
- Sandqvist 169
- Sandqvist 171
- Sandqvist 178
- Bernes 157
- SL 41
- LDN 43
- LDN 193
- LDN 206
- LDN 208
- LDN 535
- LDN 615
- LDN 621
- LDN 624
- LDN 673
- LDN 688 and LDN 687.
- LDN 695
- LDN 749
- LDN 762
- LDN 763 and LDN 764.
- LDN 750
- LDN 771
- LDN 780
- LDN 790
- LDN 792
- LDN 793
- LDN 794
- LDN 795
- LDN 796
- LDN 798
- LDN 866
- LDN 898
- LDN 921
- LDN 923 and LDN 924.
- LDN 925
- LDN 930
- LDN 935
- LDN 940
- LDN 950
- LDN 954
- LDN 958
- LDN 972
- LDN 1010
- LDN 1020
- LDN 1066
- LDN 1073
- LDN 1083
- LDN 1105
- LDN 1109
- LDN 1139
- LDN 1141
- LDN 1142
- LDN 1150
- LDN 1153, LDN 1143, och LDN 1151 är del av Barnard 169.
- LDN 1206
- LDN 1207
- LDN 1208
- LDN 1209
- LDN 1214
- LDN 1154
- LDN 1210
- LDN 1211
- LDN 1215
- LDN 1216
- LDN 1235
- LDN 1378
- LDN 1379
- LDN 1380
- LDN 1381
- LDN 1382
- LDN 1383
- LDN 1384
- LDN 1385
- LDN 1386
- LDN 1450,A (Barnard 205) ,B,C,och E del av NGC 1333.
- LDN 1468
- LDN 1470
- LDN 1510
- LDN 1530
- LDN 1630
- LDN 1635
- LDN 1641
- DOBASHI 264
- DOBASHI 294
- DOBASHI 298
- DOBASHI 318
- DOBASHI 2251
- DOBASHI 2255
- DOBASHI 2511
- DOBASHI 2666
- DOBASHI 2680
- DOBASHI 2682
- DOBASHI 3210
- DOBASHI 3215
- DOBASHI 3368
- DOBASHI 3381
- DOBASHI 3387
- DOBASHI 3391
- DOBASHI 3413
- DOBASHI 3937
- DOBASHI 4063, DOBASHI 4064, och DOBASHI 4067 del av LDN 1399.
- DOBASHI 4076 och DOBASHI 4073 del av LDN 1405.
- DOBASHI 4069
- DOBASHI 4202
- DOBASHI 6346
- TGU H442 P3
- TGU H442 P5
- TGU H444 P1
- TGU H445
- TGU H469 P18
- TGU H482 P1
- TGU H488 P2
- TGU H632
- TGU H1085 P3
- TGU H1085 P12
- TGU H1198 P4
- TGU H1210
- PGCC G141.48+01.45
- PGCC G160.12-18.31
- PGCC G160.85-35.85
- PGCC G161.29-36.02
- PGCC G161.67-35.92
- PGCC G161.54-38.48

## Barnard objekt
- Barnard 1 - Perseus molekylärt moln komplex
- Barnard 5
- Barnard 6
- Barnard 7
- Barnard 8
- Barnard 11
- Barnard 12
- Barnard 13
- Barnard 14
- Barnard 15
- Barnard 18
- Barnard 20
- Barnard 21
- Barnard 24
- Barnard 25
- Barnard 28
- Barnard 30
- Barnard 32
- Barnard 33 - Hästhuvudnebulosan
- Barnard 34
- Barnard 35
- Barnard 35
- Barnard 36
- Barnard 37
- Barnard 40
- Barnard 41
- Barnard 42
- Barnard 43
- Barnard 44
- Barnard 45
- Barnard 51
- Barnard 62
- Barnard 63
- Barnard 64
- Barnard 67 - del av Pipe Nebulosan
- Barnard 68 - möjligtvis den närmsta 400 ljusår
- Barnard 72 - Ormnebulosan
- Barnard 75
- Barnard 80
- Barnard 81
- Barnard 84
- Barnard 84
- Barnard 85 - mörk del av Trifid Nebulosan
- Barnard 86
- Barnard 87 - Papegojhuvudnebulosan
- Barnard 88 - mörk del av Lagunnebulosan
- Barnard 90
- Barnard 92 - Svartahåletnebulosan
- Barnard 93
- Barnard 94
- Barnard 95
- Barnard 95
- Barnard 97
- Barnard 100
- Barnard 103
- Barnard 104
- Barnard 107
- Barnard 108
- Barnard 108
- Barnard 109
- Barnard 112
- Barnard 113
- Barnard 116
- Barnard 119
- Barnard 126
- Barnard 128
- Barnard 130
- Barnard 133
- Barnard 136
- Barnard 138
- Barnard 140
- Barnard 141
- Barnard 142 - E Nebulosa
- Barnard 143 - E Nebulosa
- Barnard 144
- Barnard 145
- Barnard 146
- Barnard 147
- Barnard 150
- Barnard 152
- Barnard 153
- Barnard 155
- Barnard 157
- Barnard 159
- Barnard 163
- Barnard 164
- Barnard 168
- Barnard 168 - del av IC 5146
- Barnard 169
- Barnard 171
- Barnard 175
- Barnard 202
- Barnard 203
- Barnard 210
- Barnard 219
- Barnard 223
- Barnard 225
- Barnard 229
- Barnard 230
- Barnard 234
- Barnard 241
- Barnard 243
- Barnard 244
- Barnard 245
- Barnard 246
- Barnard 250
- Barnard 251
- Barnard 252
- Barnard 254
- Barnard 256
- Barnard 257
- Barnard 259
- Barnard 261
- Barnard 265
- Barnard 266
- Barnard 268
- Barnard 270
- Barnard 272
- Barnard 275
- Barnard 276
- Barnard 277
- Barnard 279
- Barnard 280
- Barnard 281
- Barnard 287
- Barnard 297
- Barnard 303
- Barnard 308
- Barnard 310
- Barnard 312
- Barnard 312
- Barnard 314
- Barnard 320
- Barnard 321
- Barnard 326
- Barnard 327
- Barnard 330
- Barnard 331
- Barnard 333
- Barnard 337
- Barnard 338
- Barnard 339
- Barnard 341
- Barnard 343
- Barnard 344
- Barnard 346
- Barnard 346
- Barnard 347
- Barnard 352
- Barnard 354
- Barnard 356
- Barnard 357
- Barnard 361
- Barnard 363
- Barnard 365
- Barnard 366